# Discografia dei Nightmare
Questa pagina contiene la discografia dei Nightmare, band J-Rock/Visual Kei giapponese formatasi nel gennaio 2000. Alla fine del 2013 hanno pubblicato otto album studio, quattro compilation album e 24 singoli. La maggior parte dei loro album e singoli sono stati pubblicati in tre versioni: con due bonus DVD e un CD (spesso con tracce bonus).

## Album studio
| Anno | Titolo                                                                   | Posizione Oricon |
| ---- | ------------------------------------------------------------------------ | ---------------- |
| 2003 | Ultimate Circus - Pubblicato: 25 dicembre 2003 - Etichetta: Nippon Crown | 115              |
| 2004 | Livid - Pubblicato: 25 novembre 2004 - Etichetta: Nippon Crown           | 29               |
| 2006 | Anima - Pubblicato: 22 febbraio 2006 - Etichetta: Nippon Crown           | 12               |
| 2007 | The World Ruler - Pubblicato: 28 febbraio 2007 - Etichetta: VAP          | 6                |
| 2008 | Killer Show - Pubblicato: 21 maggio 2008 - Etichetta: VAP                | 5                |
| 2009 | Majestical Parade - Pubblicato: 3 maggio 2009 - Etichetta: VAP           | 3                |
| 2011 | Nightmare - Pubblicato: 23 novembre 2011 - Etichetta: Avex               | 10               |
| 2013 | SCUMS - Pubblicato: 30 gennaio 2013 - Etichetta: Avex                    | 8                |
| 2014 | To Be or Not to Be - Pubblicato: 19 marzo 2014 - Etichetta: Avex         | 10               |
| 2015 | Carpe Diem - Pubblicato: 25 marzo 2015 - Etichetta: Avex                 | 7                |

## Album live
| Data di pubblicazione | Album                                                                   | Posizione Oricon |
| --------------------- | ----------------------------------------------------------------------- | ---------------- |
| 27 febbraio 2008      | Kyokuto Symphony ~The Five Stars Night~ @Budokan                        | 11               |
| 25 agosto 2010        | Nightmare 10th Anniversary Special Act Vol.1 Gianizm                    | 14               |
| 6 giugno 2012         | Nightmare Tour 2011-2012 Nightmarish Reality Tour Final @Nippon Budokan | 61               |
| 21 agosto 2013        | Nightmare Tour 2013: beautiful Scums                                    | 4                |
| 19 novembre 2014      | Nightmare Tour 2014 To Be or Not To Be: That is the Question            |                  |

## Album compilation
| Data di pubblicazione | Album pubblicato                      | Posizione Oricon |
| --------------------- | ------------------------------------- | ---------------- |
| 21 giugno 2006        | Gianism Best Ofs                      | -                |
| 30 gennaio 2008       | Nightmare 2003-2005 Single Collection | 25               |
| 1º gennaio 2010       | Gianizm                               | 19               |
| 20 ottobre 2010       | Historical ~The Highest Nightmare~    | 14               |
| 25 novembre 2015      | best tracks 2011-2015 [beàst]         |                  |

## Album video
| Data di pubblicazione | Album pubblicato                                                        | Posizione Oricon |
| --------------------- | ----------------------------------------------------------------------- | ---------------- |
| 25 febbraio 2004      | Ultimate Circus Final                                                   | 52               |
| 22 dicembre 2004      | Love [clip]er I                                                         | 85               |
| 9 marzo 2005          | Tour CPU 2004GHz                                                        | -                |
| 21 settembre 2005     | Love [clip]er II                                                        | 115              |
| 21 dicembre 2005      | Tenka Daibousou                                                         | 107              |
| 28 giugno 2006        | Tour [Anima]lism                                                        | 47               |
| 26 dicembre 2006      | Love [clip]er III                                                       | 73               |
| 1º gennaio 2007       | Tour 2006 Gianism Tsuu                                                  | 70               |
| 12 settembre 2007     | Vision of the World Ruler                                               | 14               |
| 27 febbraio 2008      | Kyokuto Symphony ~The Five Stars Night~ @Budokan                        | 11               |
| 17 dicembre 2008      | Nightmare Tour 2008 Grand Killer Show                                   | 43               |
| 18 marzo 2009         | Love [clip]er IV                                                        | 51               |
| 26 agosto 2009        | Love [clip]er V                                                         | 85               |
| 2 dicembre 2009       | Parade Tour Final "Majestic"                                            | 24               |
| 25 agosto 2010        | Nightmare 10th Anniversary Special Act Vol.1 Gianizm                    | 22               |
| 6 giugno 2012         | Nightmare Tour 2011-2012 Nightmarish reality Tour Final @Nippon Budokan | 11               |
| 19 novembre 2014      | Nightmare Tour 2014 To Be or Not to Be: That is the Question            |                  |

## Singoli
| Singolo | Data di pubblicazione | Titolo                       | Posizione Oricon | Altre informazioni                                                | Album              |
| ------- | --------------------- | ---------------------------- | ---------------- | ----------------------------------------------------------------- | ------------------ |
| 1°      | 11 novembre 2001      | "Hankouki"                   | -                |                                                                   |                    |
| 2°      | 21 febbraio 2002      | "Jiyuu Honpo Tenshin Ranman" | -                |                                                                   |                    |
| 3°      | 5 giugno 2002         | "Gaia~Zenith Side~"          | -                |                                                                   |                    |
| 4°      | 21 giugno 2002        | "Gaia~Nadir Side~"           | -                |                                                                   |                    |
| 5°      | 21 agosto 2003        | "Believe"                    | 24               |                                                                   | Ultimate Circus    |
| 6°      | 21 novembre 2003      | "Akane/Hate/Over"            | 25               |                                                                   | Ultimate Circus    |
| 7°      | 21 aprile 2004        | "Varuna"                     | 29               |                                                                   | Livid              |
| 8°      | 22 luglio 2004        | "Tokyo Shounen"              | 21               |                                                                   | Livid              |
| 9°      | 21 ottobre 2004       | "Shian"                      | 22               |                                                                   | Livid              |
| 10°     | 1º aprile 2005        | "Jibun No Hana"              | 21               |                                                                   | Anima              |
| 11°     | 10 agosto 2005        | "Raven Loud Speeeaker"       | 23               |                                                                   | Anima              |
| 12°     | 7 dicembre 2005       | "LivEVIL"                    | 29               |                                                                   | Anima              |
| 13°     | 18 ottobre 2006       | "The WORLD/Alumina"          | 5                | Sigla di apertura e chiusura dell'anime Death Note                | The World Ruler    |
| 14°     | 6 giugno 2007         | "Raison D'etre"              | 3                | Sigla di apertura dell'anime Claymore                             | Killer Show        |
| 15°     | 3 ottobre 2007        | "Konoha"                     | 4                |                                                                   | Killer Show        |
| 16°     | 7 novembre 2007       | "Dirty"                      | 8                | Sigla di apertura dell'anime Nôgami Neuro investigatore demoniaco | Killer Show        |
| 17°     | 17 settembre 2008     | "Lost in Blue"               | 4                | Sigla di apertura dell'anime Moryo no Hako                        | Majestical Parade  |
| 18°     | 3 dicembre 2008       | "NAKED LOVE"                 | 5                | Sigla di chiusura dell'anime Moryo no Hako                        | Majestical Parade  |
| 19°     | 22 settembre 2009     | "Rem"                        | 3                | Sigla di chiusura dell'anime Taka and Toshi                       | Nightmare          |
| 20°     | 23 giugno 2010        | "a:FANTASIA"                 | 5                |                                                                   | Nightmare          |
| 21°     | 18 maggio 2011        | "Vermilion"                  | 6                | Primo singolo pubblicato sotto la Avex                            | Nightmare          |
| 22°     | 7 settembre 2011      | "Sleeper"                    | 7                | Canzone CM con GemCerey                                           | Nightmare          |
| 23°     | 29 febbraio 2012      | "Mimic"                      | 9                | Sigla di apertura di TV Asahi's Break Out Track nel febbraio 2012 | SCUMS              |
| 24°     | 28 novembre 2012      | "Deux ex Machina"            | 11               |                                                                   | SCUMS              |
| 25°     | 21 agosto 2013        | "Dizzy"                      | 13               |                                                                   | To Be or Not to Be |
| 26°     | 8 gennaio 2014        | "Rewrite"                    | 2                |                                                                   | To Be or Not to Be |
| 27°     | 25 giugno 2014        | "TABOO"                      | 6                |                                                                   | Carpe Diem         |
| 28°     | 7 gennaio 2015        | "Blur"                       | 8                |                                                                   | Carpe Diem         |
| 29º     | 28 ottobre 2015       | "Rakuen"                     | 8                |                                                                   |                    |

## Video musicali
1. Jishou Shounen Terrorist
2. Gianizm Tsuu Shougai Minagoroshi
3. Believe
4. Akane
5. Hate
6. Varuna
7. Tokyo Shounen
8. Tsuki no Hikari, Utsutsu no Yume
9. Sekishoku
10. Shian
11. Jibun No Hana
12. Dasei Boogie
13. Raven Loud Speeeaker
14. Nazuki
15. Jashin To Bara
16. LivEVIL
17. Meary
18. The WORLD
19. Alumina
20. Criminal Baby
21. Gianizm Shichi
22. Dirty
23. Moebius no Yuutsu
24. Raison d'Etre
25. Konoha
26. Cloudy Dayz
27. White Room
28. The Last Show
29. Lost in Blue
30. Kaikou Catharsis
31. NAKED LOVE
32. Mad Black Machine
33. Melody
34. Can you do it?
35. Gianizm Shi
36. Gianizm Ten
37. Rem
38. Love Addict
39. Vermilion
40. ByeBye
41. a: FANTASIA
42. Romeo
43. Swallowtail
44. Ray of Light
45. Sleeper
46. Star Spangled Breaker
47. Mimic
48. Paranoid
49. Deux ex Machina
50. Ugly Duck's Will
51. aSSaulter
52. Owaru Sekai no Hajimari wa Kinari
53. Dizzy
54. I'm high roller
55. Rewrite
56. Isolation
57. Gallows
58. Drastica
59. TABOO
60. Aizou Rondo
61. Blur
62. Buddies

## Demotape e mini album

### Demotape
- "Sabato" (2001)
- "Danzai" (2001)
- "5+1=?" (2001)
- "Yaen" (Aprile 2001)
- "Untitled" (13 luglio 2001)
- "Zange" (15 agosto 2001)
- "Akahana no Tonakai" (25 dicembre 2001)

### Mini album
- Outlaw

1. Data di pubblicazione: 21 novembre 2002
2. Posizione Oricon: 113

## Omnibus
| Anno | Data di pubblicazione | Album di pubblicazione    |
| ---- | --------------------- | ------------------------- |
| 2001 | 21 dicembre 2001      | "Sendai City Rock Hero'Z" |
| 2002 | Febbraio 2002         | "Let's do the band"       |
| 2002 | 14 marzo 2002         | "Decadence 2002"          |
| 2002 | 1º ottobre 2002       | "Shock Jam CD Ediction.1" |
| 2002 | 21 ottobre 2002       | "Shock Edge 2002"         |
| 2011 | 14 settembre 2011     | "V-Rock Disney"           |